# Inge Lange

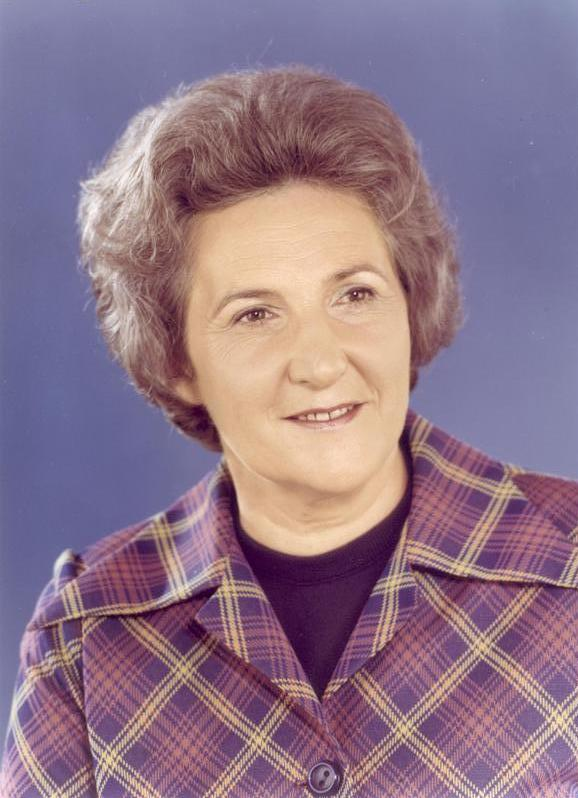
Inge Lange (1976)

Ingeburg („Inge“) Lange (geborene Rosch; * 24. Juli 1927 in Leipzig; † 13. Juli 2013 in Berlin) war eine Politikerin der SED in der DDR. Sie war Kandidatin  des Politbüros und Leiterin der Abteilung Frauen des Zentralkomitees der SED. Neben Margarete Müller und Margot Honecker war sie eine der wenigen Frauen in den obersten Machtgremien der DDR.

## Leben
Langes Vater war der Leipziger KPD-Politiker Alfred Rosch (1899–1945). Die gelernte Schneiderin war 1945 Mitglied des Antifa-Jugendausschusses Leipzig-Großzschocher. 1945 trat sie der KPD bei und wurde mit der Zwangsvereinigung von SPD und KPD 1946 Mitglied der SED. Zwischen 1946 und 1961 hatte Lange insbesondere verschiedene Funktionen in der FDJ inne. 1946/47 besuchte Lange einen Lehrgang und war anschließend Assistentin an der Antifa-Schule in Königs Wusterhausen. 1947 war sie Lehrerin an der Jugendschule Nordwest in Mutzschen (Sachsen). Von 1947 bis 1949 war sie zunächst Sekretär, dann 1949/50 Erster Sekretär der FDJ-Gebietsleitung Wismut. Von 1948 bis 1950 gehörte sie auch der Gebietsleitung Wismut der SED an und war Mitglied ihres Sekretariates. 1950/51 fungierte sie als Zweiter Sekretär des FDJ-Landesvorstandes Groß-Berlin. Von Mai 1952 bis Dezember 1961 war sie Sekretär des Zentralrats der FDJ. Von September 1951 bis Juli 1952 studierte sie an der Komsomol-Hochschule in Moskau; zwischen 1955 und 1961 absolvierte sie ein Fernstudium an der Parteihochschule „Karl Marx“ mit Abschluss als Diplom-Gesellschaftswissenschaftlerin.
Ab August 1961 war sie Nachfolgerin von Edith Baumann als Leiterin der Arbeitsgruppe bzw. Abteilung Frauen des ZK. In der von Walter Ulbricht begründeten Frauenkommission wurde das Thema Selbstbestimmung der Frau über ihren Körper kontrovers diskutiert. Am Ende stand das Gesetz zur Regelung des Schwangerschaftsabbruchs, das am 9. März 1972 gegen 14 Stimmen aus der CDU-Fraktion in der Volkskammer angenommen wurde.

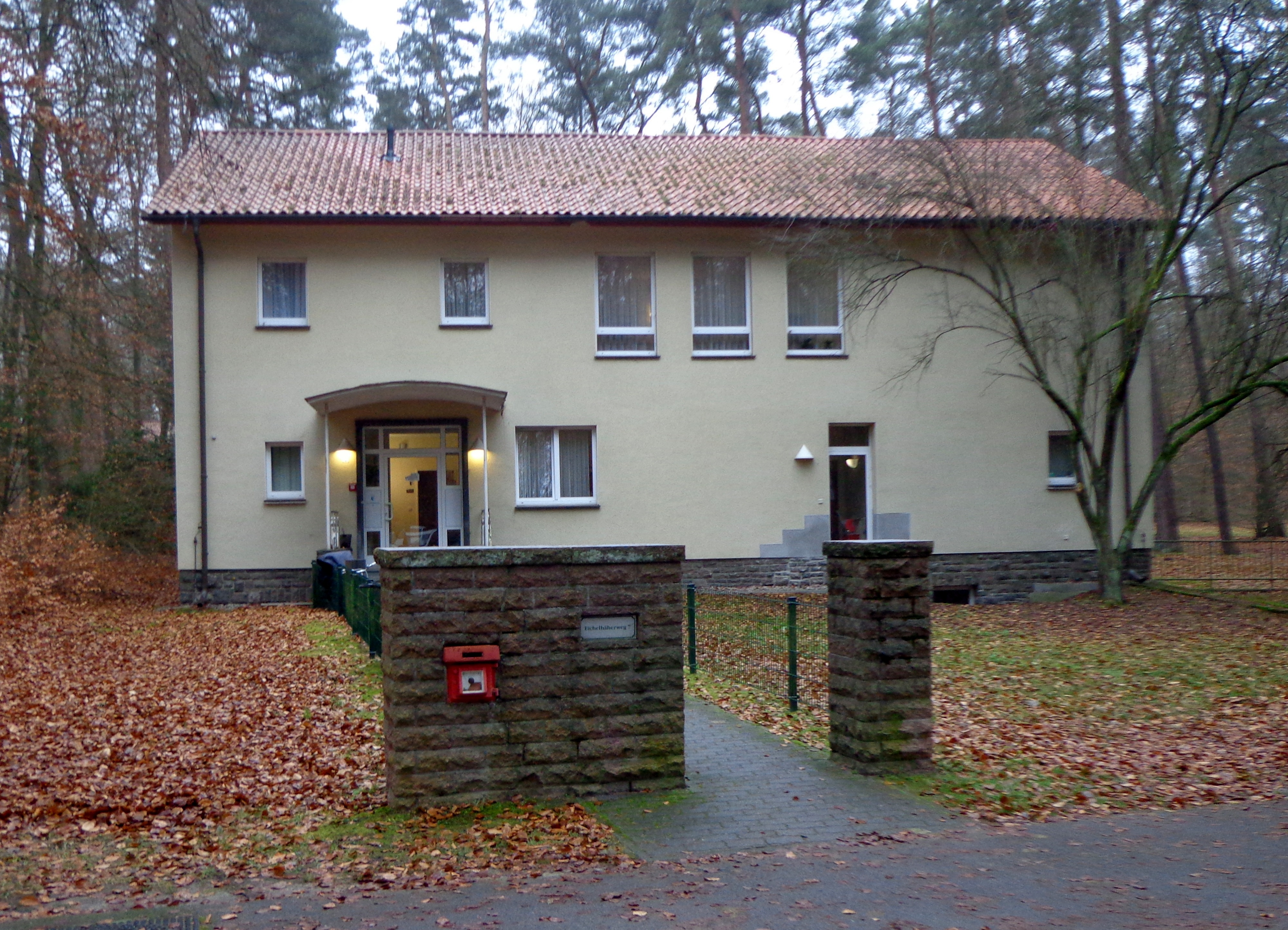
Waldsiedlung Wandlitz, das einst von Lange, Karl Mewis und Walter Halbritter bewohnte „Haus 20“

Ab 1963 war Lange Kandidatin und ab Dezember 1964 Mitglied des Zentralkomitees (ZK) der SED. 1973 wurde sie Kandidatin des Politbüros und Sekretärin des ZK der SED für Frauenfragen. Am 8. November 1989 trat sie mit dem Politbüro des ZK der SED zurück, wurde aber anschließend als Kandidatin des neuen Politbüros und als Sekretärin des ZK wiedergewählt. Nach Protesten der Parteibasis musste sie jedoch bereits am 10. November wieder zurücktreten.  Am 21. Januar 1990 wurde Lange aus der SED-PDS ausgeschlossen. Nach dem Ausschluss zog sie sich aus der Öffentlichkeit zurück.
Sie war Autorin an dem von Egon Krenz herausgegebenen Band Walter Ulbricht, der im Juni 2013 zu dessen 120. Geburtstag im Verlag Das Neue Berlin erschien.
Lange war von 1952 bis 1954 Abgeordnete der Volkskammer und erneut von 1963 bis 1989. Von 1963 bis 1967 war sie Mitglied des Ausschusses für Industrie, Bauwesen und Verkehr, ab 1971 stellvertretende Vorsitzende des Ausschusses für Arbeit und Sozialpolitik.
Eine von Langes Töchtern ist die Schriftstellerin Katja Lange-Müller.
Inge Lange starb am 13. Juli 2013 in einem Berliner Krankenhaus.

## Schriften (Auswahl)
- Aktuelle Probleme der Arbeit mit den Frauen bei der weiteren Verwirklichung der Beschlüsse des VIII. Parteitages der SED. Dietz-Verlag, Berlin 1974, DNB 750385170 (Vorträge im Parteilehrjahr der SED 1973/74).
- Die Verwirklichung der Beschlüsse des IX. Parteitages der SED zur weiteren Förderung der Frau. Parteihochschule beim ZK der SED, Berlin 1979, DNB 800771362.
- mit Erich Honecker: Aus der Rede des Genossen Erich Honecker. Aus dem Bericht des Politbüros an das Zentralkomitee der SED. Berichterstatter: Genossin Inge Lange. Aus den Diskussionsreden. Beschlüsse. 12. Tagung des ZK der SED 21./22. Mai 1980. Dietz-Verlag, Berlin 1980, DNB 952830477.
- Die Frauen – aktive Mitgestalterinnen des Sozialismus. Dietz-Verlag, Berlin 1987, ISBN 3-320-00938-9.
- In der Frauenpolitik, so Ulbricht, dürfen nicht die Buchhalter reden. In: Egon Krenz (Hrsg.): Walter Ulbricht. Zeitzeugen erinnern sich. Das Neue Berlin, Berlin 2013, ISBN 978-3-360-02160-1.

## Auszeichnungen
- Vaterländischer Verdienstorden in Bronze (1959) und in Silber (1964)
- Banner der Arbeit (1969)
- Karl-Marx-Orden (1977 und 1987)